# Noonie Bao

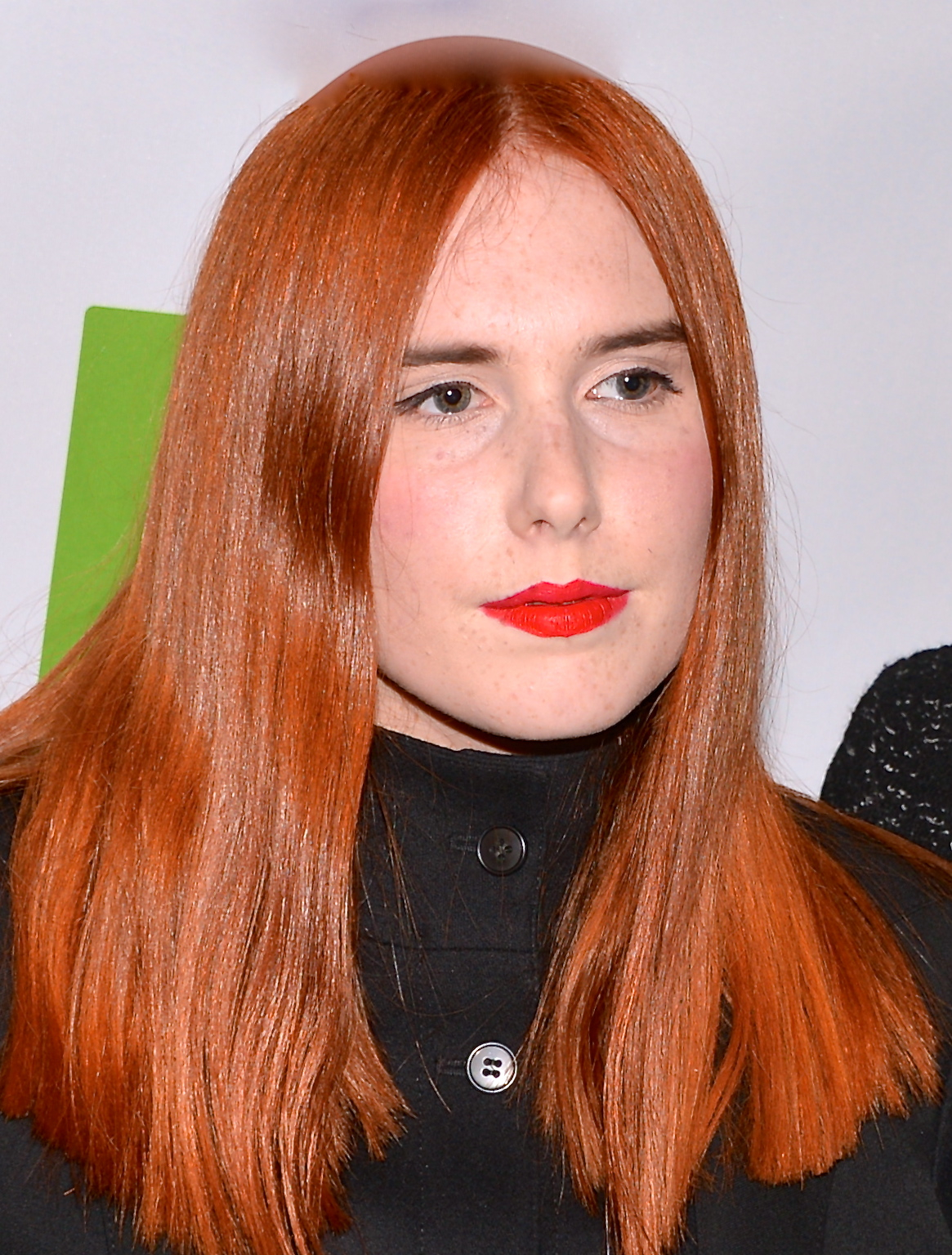
Noonie Bao (2013)

Noonie Bao (* 9. August 1987 in Stockholm; eigentlich Jonnali Mikaela Parmenius) ist eine schwedische Sängerin, Songschreiberin und Musikproduzentin.

## Leben und Wirken
Noonie Bao wurde als Jonnali Mikaela Parmenius in Stockholm geboren und wuchs in einem Vorort auf. Bereits im Kindesalter begann sie mit dem Singen und wurde durch ihre musikalischen Eltern inspiriert. Im Alter von zwölf Jahren begann sie eigene Songs zu schreiben, tat dies aber die ersten zwei Jahre heimlich, da es ihr peinlich und unangenehm war, über ihre Gefühle zu singen. Sie besuchte eine Musikschule, wo sie das „schwarze Schaf“ war. Ein Freund gab ihr im Alter von 15 Jahren den frei erfundenen Spitznamen Noonie Bao, der später ihr Künstlername werden sollte. Als Jugendliche beendete sie das Musikgymnasium und besuchte dann kurzzeitig die Königliche Musikhochschule Stockholm, verließ die Hochschule, die ihr nicht gefiel, im Alter von 16 Jahren jedoch recht schnell wieder und zog zu einem Freund nach St. Gallen in die Schweiz. Dort nahm sie in einem Klaviergeschäft ihre ersten eigenen Songs mit einem Diktiergerät auf. Außerdem begann sie Gesangsstunden zu nehmen, nahm später eigene Songs in einem Tonstudio auf dem Dachboden eines Freundes auf und kam dabei das erste Mal mit der Songproduktion in Kontakt. Später arbeitete sie in einem Aufnahmestudio in Paris.
Nach zwei Jahren kehrte Noonie Bao nach Stockholm zurück, wo sie im Alter von 18 Jahren einen Vertrag als Songschreiberin beim Musiklabel EMI unterschrieb. Außerdem gründete sie ein eigenes Tonträgerunternehmen mit dem Namen 2many Freckles. Unter anderem schrieb sie Songs für Adiam Dymott, Clean Bandit, Frederic Sioen und Tove Styrke, welche sie auch produzierte. Das im November 2010 erschienene Album Tove Styrke von Tove Styrke, an dem Noonie Bao mitgearbeitet und auch einige Songs produziert hatte, war 35 Wochen in den schwedischen Charts und erreichte Platz 10. 2011 wurde die belgische Band Das Pop auf einen Song von Noonie Bao aufmerksam und veröffentlichte den Song Fair Weather Friends auf ihrem Album The Game. Bei dem Song war Noonie Bao zudem Backing Vocal. Dadurch war sie mit der Band in Belgien und Europa auf Tour. Das Album The Game erreichte Platz 13 der belgischen Charts (Vl) und hielt sich 25 Wochen in den Charts.
Am 27. Januar 2012 veröffentlichte Noonie Bao ihre Debütsingle About to Tell. Am 31. Oktober 2012 veröffentlichte sie dann ihr Debütalbum I Am Noonie Bao beim schwedischen Label Hybris, nachdem sie fünf Jahre lang daran gearbeitet hatte. Im Herbst und Winter 2012 ging sie in Schweden auf Tour.
Anfang November 2012 wurde Noonie Bao als erste Musikerin beim Preis der Schwedischen Musikverleger 2012 mit einem neuen Stipendium ausgezeichnet, das Musiker am Beginn ihrer Karriere fördern soll. Dieses war mit 25.000 Kronen dotiert. Im Dezember 2012 wurde Noonie Bao in der Kategorie Bester Newcomer für den schwedischen Musikpreis Grammis nominiert, musste sich jedoch bei der Verleihung am 20. Februar 2013 Icona Pop geschlagen geben. Im Februar 2013 nahm sie auch am norwegischen Musikfestival by:Larm in Oslo teil.
Ihren größten Erfolg hatte Noonie Bao bisher als Gastmusikerin mit dem Song I Could Be the One von Avicii und Nicky Romero. Dabei war sie sowohl als Songschreiberin und Sängerin des Liedes beteiligt. Der Track erreichte in vielen Ländern hohe Chartplatzierungen. In Großbritannien gelang am 17. Februar 2013 der Sprung auf Platz 1 der Single-Charts. Dort konnte sich der Song jedoch nur eine Woche halten.

## Musik
Inspiriert wurde Noonie Bao durch schwedische Volksmusik, Contemporary R&B, Van Morrison, Aaliyah und Enya. Ihre Musik wird oft mit der von Robyn, Lykke Li, Tove Styrke und Kate Bush verglichen.

## Diskografie

### Alben
| Jahr | Titel           | Anmerkungen                             |
| ---- | --------------- | --------------------------------------- |
| 2012 | I Am Noonie Bao | Erstveröffentlichung: 31. Oktober 2012  |
| 2015 | Noonia EP       | Erstveröffentlichung: 13. November 2015 |

### Singles
| Jahr | Titel Album          | Höchstplatzierung, Gesamtwochen, AuszeichnungChartplatzierungen (Jahr, Titel, Album, Platzierungen, Wochen, Auszeichnungen, Anmerkungen) | Höchstplatzierung, Gesamtwochen, AuszeichnungChartplatzierungen (Jahr, Titel, Album, Platzierungen, Wochen, Auszeichnungen, Anmerkungen) | Höchstplatzierung, Gesamtwochen, AuszeichnungChartplatzierungen (Jahr, Titel, Album, Platzierungen, Wochen, Auszeichnungen, Anmerkungen) | Höchstplatzierung, Gesamtwochen, AuszeichnungChartplatzierungen (Jahr, Titel, Album, Platzierungen, Wochen, Auszeichnungen, Anmerkungen) | Höchstplatzierung, Gesamtwochen, AuszeichnungChartplatzierungen (Jahr, Titel, Album, Platzierungen, Wochen, Auszeichnungen, Anmerkungen) | Höchstplatzierung, Gesamtwochen, AuszeichnungChartplatzierungen (Jahr, Titel, Album, Platzierungen, Wochen, Auszeichnungen, Anmerkungen) | Anmerkungen                                                                      |
| Jahr | Titel Album          | DE | AT | CH | UK | US | SE | Anmerkungen                                                                      |
| ---- | -------------------- | --- | --- | --- | --- | --- | --- | -------------------------------------------------------------------------------- |
| 2012 | I Could Be the One – | DE37 Gold · (26 Wo.)DE | AT15 (25 Wo.)AT | CH26 (20 Wo.)CH | UK1 Platin · (28 Wo.)UK | US— GoldUS | SE3 (38 Wo.)SE | Erstveröffentlichung: 29. Dezember 2012 Avicii vs. Nicky Romero feat. Noonie Bao |
| 2013 | Dust Clears New Eyes | — | — | — | UK43 (1 Wo.)UK | — | — | Erstveröffentlichung: 19. Juli 2013 Clean Bandit feat. Noonie Bao                |
| 2016 | Alone –              | DE4 Platin · (24 Wo.)DE | AT1 Platin · (22 Wo.)AT | CH2 ×2Doppelplatin · (36 Wo.)CH | UK— SilberUK | US— GoldUS | SE2 ×3Dreifachplatin · (23 Wo.)SE | Erstveröffentlichung: 2. Dezember 2016 Alan Walker feat. Noonie Bao              |

### Weitere Veröffentlichungen
| Jahr | Titel              | Album           |
| ---- | ------------------ | --------------- |
| 2012 | About to Tell      | I Am Noonie Bao |
| 2012 | Do You Still Care? | I Am Noonie Bao |
| 2012 | Bodywork Lover     | I Am Noonie Bao |
| 2013 | The Game           | I Am Noonie Bao |
| 2015 | I’m in Love        | Noonia          |
| 2015 | Pyramids           | Noonia          |
| 2015 | Criminal Love      | Noonia          |
| 2016 | Reminds Me         |                 |
| 2016 | Sorry Not Sorry    |                 |

### Als Gastmusikerin
| Jahr | Titel                          | Zusammenarbeit                   | Album                |
| ---- | ------------------------------ | -------------------------------- | -------------------- |
| 2012 | Do This Thing                  | mit Blänk                        | Áurinko Rising Again |
| 2012 | M1 Stinger                     | mit Don Diablo                   | M1 Stinger EP        |
| 2013 | Starlight (Could You Be Mine?) | mit Don Diablo & Matt Nash       |                      |
| 2013 | Sunshine Stereo                | mit The Kenneth Bager Experience | Follow the Beat      |
| 2015 | Ruby                           | mit Coucheron                    | Playground           |
| 2015 | All This Love                  | mit Alesso                       | Forever              |
| 2016 | Monopoly                       | mit EASYFUN                      | PC Music, Volume 2   |
| 2019 | Fades Away                     | mit Avicii                       | Tim                  |

#### Unerwähnte Gastbeiträge
| Jahr | Titel                   | Interpretation               | Album           |
| ---- | ----------------------- | ---------------------------- | --------------- |
| 2008 | Prison Break            | Kocky                        | Stadium Status  |
| 2012 | Just Another Song       | Sebjak                       |                 |
| 2013 | Rihanna                 | Clean Bandit                 | New Eyes        |
| 2013 | Always on the Run       | Avicii                       | True            |
| 2014 | I Wish I Could Be Happy | The Kenneth Bager Experience | Follow the Beat |
| 2015 | Let You Down            | iSHi                         | Spring Pieces   |
| 2015 | City Lights             | Avicii                       | Stories         |

### Als Songwriterin
| Jahr | Titel                                                             | Interpretation               | Album                |
| ---- | ----------------------------------------------------------------- | ---------------------------- | -------------------- |
| 2010 | Never My Intention                                                | Indigo                       | The Colour of Dreams |
| 2010 | Chaos                                                             | Tove Styrke                  | Tove Styrke          |
| 2010 | Four Elements                                                     | Tove Styrke                  | Tove Styrke          |
| 2012 | Meteor                                                            | Sioen                        | Sioen.               |
| 2013 | Tonight (feat. Sirena)                                            | Galavant                     |                      |
| 2013 | Until the End (feat. Foxes)                                       | Sub Focus                    | Torus                |
| 2014 | A Place Like This                                                 | YOY                          |                      |
| 2014 | Amazing (feat. Damon C. Scott)                                    | The Kenneth Bager Experience | Follow the Beat      |
| 2014 | Follow the Beat                                                   | The Kenneth Bager Experience | Follow the Beat      |
| 2014 | What’s My Name (feat. Sofie Gråbøl)                               | The Kenneth Bager Experience | Follow the Beat      |
| 2014 | Stuck in a Lie (feat. Damon C. Scott)                             | The Kenneth Bager Experience | Follow the Beat      |
| 2014 | Games for Girls                                                   | Say Lou Lou & Lindstrøm      | Lucid Dreaming       |
| 2014 | Wait                                                              | Sharks                       |                      |
| 2014 | Find Your Way                                                     | Sirena                       | Lunar Lights         |
| 2014 | Midnight Train                                                    | Union J                      | You Got It All       |
| 2014 | Breaking Up                                                       | Charli XCX                   | Sucker               |
| 2014 | Doing It                                                          | Charli XCX                   | Sucker               |
| 2014 | Die Tonight                                                       | Charli XCX                   | Sucker               |
| 2014 | Need Ur Luv                                                       | Charli XCX                   | Sucker               |
| 2015 | Live Love Die (feat. Sirena)                                      | Dimitri Vangelis & Wyman     |                      |
| 2015 | Run Away with Me                                                  | Carly Rae Jepsen             | Emotion              |
| 2015 | Wake the Giant (feat. JHart)                                      | Tommy Trash                  |                      |
| 2015 | Salinas Skies                                                     | Inna                         | Body and the Sun     |
| 2015 | City Lights                                                       | Avicii                       | Stories              |
| 2015 | Hand in the Fire (feat. Charli XCX)                               | Mr. Oizo                     | Hand in the Fire     |
| 2016 | Vroom Vroom                                                       | Charli XCX                   | Vroom Vroom          |
| 2016 | Paradise                                                          | Charli XCX                   | Vroom Vroom          |
| 2016 | Trophy                                                            | Charli XCX                   | Vroom Vroom          |
| 2016 | Final Song                                                        | MØ                           |                      |
| 2016 | Drum                                                              | MØ                           |                      |
| 2017 | Stay                                                              | Zedd & Alessia Cara          |                      |
| 2017 | Blame It on You                                                   | Charli XCX                   | Number 1 Angel       |
| 2017 | Roll With Me                                                      | Charli XCX                   | Number 1 Angel       |
| 2017 | White Roses                                                       | Charli XCX                   | Number 1 Angel       |
| 2017 | Save as Draft                                                     | Katy Perry                   | Witness              |
| 2017 | OMG (feat. Quavo)                                                 | Camila Cabello               |                      |
| 2017 | Never Be the Same                                                 | Camila Cabello               | Camila               |
| 2017 | Falls (feat. Sasha Sloan)                                         | Odesza                       | A Moment Apart       |
| 2017 | Phases (feat. French Montana)                                     | Alma                         |                      |
| 2017 | This Town (feat. Sasha Sloan)                                     | Kygo                         | Stargazing EP        |
| 2017 | Cry Baby                                                          | Demi Lovato                  | Tell Me You Love Me  |
| 2017 | Dirty Sexy Money (mit Afrojack feat. Charli XCX & French Montana) | David Guetta                 | 7                    |
| 2017 | Track 10                                                          | Charli XCX                   | Pop 2                |
| 2017 | Darkside (feat. Future & Kiiara)                                  | Ty Dolla $ign                | Bright               |
| 2018 | Happy Now                                                         | Zedd & Elley Duhé            |                      |
| 2018 | Perfect (feat. Ally Brooke)                                       | Topic                        |                      |
| 2018 | Sasha Sloan                                                       | Fall                         | Sad Girl EP          |
| 2018 | Faded Love (feat. Future)                                         | Tinashe                      | Joyride              |
| 2018 | Dance for Me (feat. MØ)                                           | Alma                         | Heavy Rules Mixtape  |
| 2018 | Somebody                                                          | Jim-E Stack                  |                      |
| 2018 | Dance to This (feat. Ariana Grande)                               | Troye Sivan                  | Bloom                |
| 2018 | Be Right Here (mit Stargate feat. Goldn)                          | Kungs                        |                      |
| 2018 | Don’t Leave Me Alone (feat. Anne-Marie)                           | David Guetta                 | 7                    |
| 2018 | Imaginary Friend                                                  | MØ                           | Forever Neverland    |
| 2018 | Let You Love Me                                                   | Rita Ora                     | Phoenix              |
| 2018 | Paradise (mit Deniz Koyu feat. Walk Off the Earth)                | Nicky Romero                 |                      |
| 2018 | 1999 (mit Troye Sivan)                                            | Charli XCX                   |                      |
| 2018 | New Look                                                          | Rita Ora                     | Phoenix              |
| 2018 | Nowhere (feat. Rita Ora & Kyle)                                   | Clean Bandit                 | What Is Love?        |
| 2018 | 24 Hours (feat. Yasmin Green)                                     | Clean Bandit                 | What Is Love?        |
| 2019 | Someone New                                                       | Astrid S                     |                      |
| 2019 | Business Dinners                                                  | Sigrid                       | Sucker Punch         |
| 2019 | Never Mine                                                        | Sigrid                       | Sucker Punch         |
| 2019 | Enjoy Your Life                                                   | Marina                       | Love + Fear          |
| 2019 | True                                                              | Marina                       | Love + Fear          |
| 2019 | Real (mit Evalyn)                                                 | Tritonal                     | U & Me               |
| 2019 | Too Much                                                          | Carly Rae Jepsen             | Dedicated            |
| 2019 | Blame It on Your Love (feat. Lizzo)                               | Charli XCX                   | Dedicated            |
| 2019 | For Sure                                                          | Charli XCX                   | Dedicated            |

## Auszeichnungen für Musikverkäufe
| Silberne Schallplatte - Vereinigtes Königreich - 2015: für die Autorenbeteiligung Doing It (Charli XCX) - 2018: für die Autorenbeteiligung Don’t Leave Me Alone (David Guetta) Goldene Schallplatte - Australien - 2018: für die Single Alone - 2018: für die Autorenbeteiligung Dance to This (Troye Sivan) - Belgien - 2013: für die Single I Could Be the One - 2019: für die Autorenbeteiligung Let You Love Me (Rita Ora) - 2019: für die Autorenbeteiligung Don’t Leave Me Alone (David Guetta) - Brasilien - 2018: für die Autorenbeteiligung Dance to This (Troye Sivan) - Dänemark - 2017: für die Single Alone - 2019: für die Autorenbeteiligung Let You Love Me (Rita Ora) - Deutschland - 2019: für die Autorenbeteiligung Let You Love Me (Rita Ora) - Frankreich - 2017: für die Single Alone - 2018: für die Autorenbeteiligung Dirty Sexy Money (David Guetta & Afrojack) - 2019: für die Autorenbeteiligung Never Be the Same (Camila Cabello) - 2019: für die Autorenbeteiligung Don’t Leave Me Alone (David Guetta) - Italien - 2018: für die Autorenbeteiligung Don’t Leave Me Alone (David Guetta) - 2019: für die Autorenbeteiligung Let You Love Me (Rita Ora) - 2019: für die Autorenbeteiligung Never Be the Same (Camila Cabello) - Kanada - 2017: für die Single Alone - 2018: für die Autorenbeteiligung Don’t Leave Me Alone (David Guetta) - Mexiko - 2018: für die Autorenbeteiligung Never Be the Same (Camila Cabello) - Neuseeland - 2013: für die Single I Could Be the One - 2016: für die Autorenbeteiligung Final Song (MØ) - 2018: für die Autorenbeteiligung Dirty Sexy Money (David Guetta & Afrojack) - 2019: für die Autorenbeteiligung Let You Love Me (Rita Ora) - Österreich - 2016: für die Autorenbeteiligung Final Song (MØ) - 2018: für die Autorenbeteiligung Never Be the Same (Camila Cabello) - 2019: für die Autorenbeteiligung Let You Love Me (Rita Ora) - Polen - 2017: für die Single Alone - 2019: für die Autorenbeteiligung Dance to This (Troye Sivan) - Portugal - 2018: für die Autorenbeteiligung Never Be the Same (Camila Cabello) - Schweden - 2018: für die Autorenbeteiligung Never Be the Same (Camila Cabello) - Schweiz - 2018: für die Autorenbeteiligung Let You Love Me (Rita Ora) - 2018: für die Autorenbeteiligung Never Be the Same (Camila Cabello) - Spanien - 2017: für die Single Alone - Vereinigte Staaten - 2017: für die Autorenbeteiligung Final Song (MØ) - 2019: für die Autorenbeteiligung Let You Love Me (Rita Ora) - Vereinigtes Königreich - 2019: für die Autorenbeteiligung 1999 (Charli XCX & Troye Sivan) | Platin-Schallplatte - Australien - 2018: für die Autorenbeteiligung Dirty Sexy Money (David Guetta & Afrojack) - 2018: für die Autorenbeteiligung Let You Love Me (Rita Ora) - 2019: für die Autorenbeteiligung Don’t Leave Me Alone (David Guetta) - Deutschland - 2018: für die Autorenbeteiligung Final Song (MØ) - Frankreich - 2017: für die Autorenbeteiligung Final Song (MØ) - Italien - 2014: für die Single I Could Be the One - 2016: für die Autorenbeteiligung Final Song (MØ) - 2017: für die Single Alone - Neuseeland - 2018: für die Autorenbeteiligung Never Be the Same (Camila Cabello) - Polen - 2019: für die Autorenbeteiligung Don’t Leave Me Alone (David Guetta) - 2019: für die Autorenbeteiligung Never Be the Same (Camila Cabello) - Schweden - 2016: für die Autorenbeteiligung Final Song (MØ) - Vereinigte Staaten - 2018: für die Autorenbeteiligung Never Be the Same (Camila Cabello) - Vereinigtes Königreich - 2018: für die Autorenbeteiligung Never Be the Same (Camila Cabello) - 2019: für die Autorenbeteiligung Final Song (MØ) - 2019: für die Autorenbeteiligung Let You Love Me (Rita Ora) 2× Platin-Schallplatte - Australien - 2019: für die Autorenbeteiligung 1999 (Charli XCX & Troye Sivan) - Dänemark - 2013: für das Streaming I Could Be the One - 2017: für die Autorenbeteiligung Final Song (MØ) 3× Platin-Schallplatte - Australien - 2013: für die Single I Could Be the One - 2017: für die Autorenbeteiligung Final Song (MØ) - 2018: für die Autorenbeteiligung Never Be the Same (Camila Cabello) - Kanada - 2018: für die Autorenbeteiligung Never Be the Same (Camila Cabello) - Vereinigte Staaten - 2019: für die Autorenbeteiligung Never Be the Same (Camila Cabello) 4× Platin-Schallplatte - Norwegen - 2017: für die Single Alone - Polen - 2020: für die Autorenbeteiligung Let You Love Me (Rita Ora) |

Anmerkung: Auszeichnungen in Ländern aus den Charttabellen bzw. Chartboxen sind in ebendiesen zu finden.
| Land/RegionAuszeichnungen für Musikverkäufe (Land/Region, Auszeichnungen, Verkäufe, Quellen) | Silber     | Gold       | Platin       | Verkäufe  | Quellen                    |
| -------------------------------------------------------------------------------------------- | ---------- | ---------- | ------------ | --------- | -------------------------- |
| Australien (ARIA)                                                                            | —          | 2× Gold2   | 14× Platin14 | 1.050.000 | aria.com.au                |
| Belgien (BRMA)                                                                               | —          | 3× Gold3   | —            | 55.000    | ultratop.be                |
| Brasilien (PMB)                                                                              | —          | Gold1      | —            | 20.000    | pro-musicabr.org.br        |
| Dänemark (IFPI)                                                                              | —          | 2× Gold2   | 4× Platin4   | 270.000   | ifpi.dk                    |
| Deutschland (BVMI)                                                                           | —          | 2× Gold2   | 2× Platin2   | 1.150.000 | musikindustrie.de          |
| Frankreich (SNEP)                                                                            | —          | 4× Gold4   | Platin1      | 500.000   | snepmusique.com            |
| Italien (FIMI)                                                                               | —          | 3× Gold3   | 3× Platin3   | 205.000   | fimi.it                    |
| Kanada (MC)                                                                                  | —          | 2× Gold2   | 3× Platin3   | 320.000   | musiccanada.com            |
| Mexiko (AMPROFON)                                                                            | —          | Gold1      | —            | 30.000    | amprofon.com.mx            |
| Neuseeland (RMNZ)                                                                            | —          | 4× Gold4   | Platin1      | 82.500    | aotearoamusiccharts.co.nz  |
| Norwegen (IFPI)                                                                              | —          | —          | 4× Platin4   | 90.000    | ifpi.no                    |
| Österreich (IFPI)                                                                            | —          | 3× Gold3   | Platin1      | 75.000    | ifpi.at                    |
| Polen (ZPAV)                                                                                 | —          | 2× Gold2   | 6× Platin6   | 140.000   | olis.pl                    |
| Portugal (AFP)                                                                               | —          | Gold1      | —            | 5.000     | siehe Einzelnachweise      |
| Schweden (IFPI)                                                                              | —          | Gold1      | 4× Platin4   | 180.000   | sverigetopplistan.se       |
| Schweiz (IFPI)                                                                               | —          | 2× Gold2   | 2× Platin2   | 80.000    | hitparade.ch musikwoche.de |
| Spanien (Promusicae)                                                                         | —          | Gold1      | —            | 20.000    | elportaldemusica.es        |
| Vereinigte Staaten (RIAA)                                                                    | —          | 4× Gold4   | 4× Platin4   | 6.000.000 | riaa.com                   |
| Vereinigtes Königreich (BPI)                                                                 | 3× Silber3 | Gold1      | 4× Platin4   | 3.400.000 | bpi.co.uk                  |
| Insgesamt                                                                                    | 3× Silber3 | 39× Gold39 | 53× Platin53 |           |                            |